# Selena Vasilache
Selena Vasilache, de son vrai nom Elena Vasilache, née le 12 mai 1986 à Târgoviște en Roumanie, est une chanteuse, présentatrice de télévision et actrice roumaine.

## Biographie
Elle fait ses études à Bucarest, en section arts. Elena commence ses études musicales à l'âge de 11 ans, et suit des cours particuliers à la Maison de l'armée de Constanța. 
En 2000, elle commence sa carrière dans le groupe de musique Candy.
En 2002, Elena participe à la sélection roumaine pour le Concours Eurovision de la chanson.
En 2003, l'Allemagne enregistre son premier album solo, Perfect, promu à travers le clip pour la chanson Je suis quelque part (filmé à Francfort) puis la même année Elena quitte le groupe Candy.
En 2007, elle est co-présentatrice de l'émission O scrisoare pentru tine en français : « Une lettre pour vous » sur Acasă TV.

## Discographie

### Albums du groupe Candy
- Candy (2000)
- O Seară Perfectă (2001)
- De Vis (2002)

### Albums solos
- Perfect (2003)

## Filmographie
- 2006 : Iubire ca în filme
- 2007 : Inimă de țigan
- 2008 : Regina
- 2008 : Colours Of The Day